# Tephritis variata
Tephritis variata är en tvåvingeart som först beskrevs av Becker 1908.  Tephritis variata ingår i släktet Tephritis och familjen borrflugor. Inga underarter finns listade i Catalogue of Life.